# ONE PIECE FILM GOLD
『ONE PIECE FILM GOLD』（ワンピース フィルム ゴールド）は、2016年7月23日に公開された日本のアニメーション映画。漫画『ONE PIECE』を原作としたテレビアニメの劇場版第13作目。『One Piece Film: Gold』と表記されることもある。

## 概要
シリーズ最高の興行収入68.7億円を記録した前作『ONE PIECE FILM Z』（2012年12月）から3年半ぶりとなる、劇場版『ONE PIECE』第13作目。世界最大のエンターテインメントシティ「グラン・テゾーロ」を舞台に、主人公であるルフィたち「麦わらの一味」が、世界政府をも金の力で動かす「黄金帝」ギルド・テゾーロと激突する。キャッチコピーは「それは、世界を統べる力。」、「この男に、賭ける。」、「新世界の“怪物”が動き出す!!!」。
原作者の尾田栄一郎が前作に引き続き、総合プロデューサーとして制作に参加。監督はTVシリーズの三代目シリーズディレクターを務めた宮元宏彰。脚本は『謎解きはディナーのあとで』や『LIAR GAME』などを手掛けた黒岩勉。劇中曲は原作者推薦のシンガーソングライターである小島麻由美が担当。
劇場版『ONE PIECE』では初の夏公開となり、全国346館にて上映。上映スクリーンは邦画史上最多記録となる743スクリーンにのぼり、2D・3D・4DX・MX4Dで公開された。3D上映は第11作『ONE PIECE 3D 麦わらチェイス』以来で長編映画ではシリーズ初。また、シリーズ初の、モーションシートや風・香りなどのアトラクション効果といった4D技術の特殊効果が用いられた4DX・MX4Dでの上映も実施。訪日・在日外国人を対象とした官民連携インバウンド事業企画「YOKOSO! EIGAKAN!」の第4弾として、新宿バルト9など6館で、英語と中国語を併記した字幕上映や、専用アプリから取得した音声ガイド付きで、映画を鑑賞できるシステム「UDCast」方式を導入した一般興行では初のバリアフリー上映も実施された。
映画公開を記念し、2016年6月1日より「フジテレビオンデマンド」「dTV」「ゲオチャンネル」「GYAO!」「Hulu」の5つの映像配信サイトより過去の劇場版11作品を配信。また6月19日から9月11日にかけて9回にわたり、主人公モンキー・D・ルフィをはじめとする「麦わらの一味」9人それぞれにスポットを当てた総集編「ワンピース キャラクターズLog」が日曜深夜に放送された（関東ローカル）。7月6日には東京・お台場シネマメディアージュにて完成披露イベントが行われ、7月15日にはアブダビにある「エミレーツ・パレス・ホテル」で海外では初の上映会が行われた。
TVシリーズでは、2016年6月26日から、映画連動のオリジナルストーリー「シルバーマイン編」が4週にわたり放送された。公開1週間前の2016年7月16日には、映画本編の前日譚となるアニメスペシャル『ONE PIECE 〜ハートオブゴールド〜』が放送された。
日本以外では7月28日公開の香港、マカオを皮切りに、8月には台湾、タイ、ベトナム、フィリピンなどで順次公開され、欧州や北米など33の国と地域で公開。

## 製作
2015年8月22日に放送されたアニメスペシャル『エピソードオブサボ』の放送終了後に本作の製作が発表され、同年12月7日に映画のタイトルと公開日が発表された。
原作者の尾田は前作『Z』同様、主にストーリーやキャラクターの監修という形で製作に関わっている。特に麦わらの一味が「グラン・テゾーロ」に入港するオープニングシーンはステージから徹底的に監修しており、音楽映画のような雰囲気を目指してこだわり抜いたという。監督の宮元と脚本の黒岩も本作の注目シーンにオープニングシーンを挙げている。宮元によれば、尾田とのやりとりで一番多かったのは衣装と音楽についてだったという。尾田曰く本作は「ジェットコースターみたいな映画」。また尾田は製作スタッフに「自分がマンガで描かないようなものが観たい」と伝えている。
脚本の黒岩はそれまでアニメの脚本を手掛けたことがなかったが、この作品のファンであったこと、宮元の大人も楽しめる作品にしたいという希望と、アニメ慣れしていないからこその発想や新しい構成にしたいという考えから黒岩へのオファーに至った。黒岩本人は、実写ではなかなかできない自由な発想ができたことに満足している。
製作当時の原作やアニメでは「麦わらの一味」の9人がバラバラになっているため、全員が活躍できる話にしたいという構想から始まり、2013年夏頃から2年以上脚本の打ち合わせを重ねるうちにカジノが舞台となった。黒岩によれば、麦わらの一味が海賊でありながらお金を狙うことがあまりないことから、一味が大金を狙う話を最初のプロットとして作った。当初は原作に深く絡める方向だったがうまくまとまらず、尾田からの「原作に縛られず1から作ったほうがいいんじゃないか」という指摘を受け、シンプルでドキドキするエンターテインメント重視の話にまとまり尾田の了承を得たという。
劇中のカジノシーンは実際にスタッフがラスベガスに取材に行きそのイメージを取り入れている。元々TVシリーズのオリジナルでもカジノを舞台にする話は何度か企画会議にあがっていたが、規模が大きすぎるため実現しなかったという。そのときにあった「娯楽の島」という構想を巨大な船に変え、本作の舞台「グラン・テゾーロ」が誕生した。宮元によれば、ラスベガスがとてもカラフルだと感じたことから、作中にも金色だけでなく様々な色を使い、派手で豪華な映像を作っている。『ONE PIECE』の世界にテクノロジーとしての電気はないものの、尾田から「映画には映画の基準があるから」と了承を得たことで、色数を多めに使っている。3D・4DX・MX4Dの立体体感を計算して製作されたため、CGは前作『Z』の10倍で、音楽も過去最多の曲数となっている。また、ラスベガスだからアメ車を出したいという考えから車を登場させることになったが、『ONE PIECE』の世界観では普通のエンジンを出せないため、カメが動かすという仕組みになった。オープニングのダンスシーンはプロのダンサーに振り付けしてもらい、モーションキャプチャーでCGの動きをつけたものになっている。
本作の敵役であるギルド・テゾーロに関して、尾田は映画を見た人の記憶に残ることを重要視し、どんな人物なのか、どのような人生を歩んできたかを深く掘り下げている。テゾーロのバックボーンは当初シンプルなものだったが、尾田のこだわりで膨らませることになった。黒岩は今までの原作にいない肩書きの強いキャラにしたいと考え、金で世界を支配するという構想に行き着いたという。テゾーロの「金を操る能力」は、大金を狙う話にするというプロットから生まれてきた。原作の麦わらの一味はかなり強くなっているため、「特定のシチュエーションで無敵になれるキャラ」「金が無尽蔵にある船内では無敵」としてその能力を作ったという。その設定は、テゾーロが金を大量に集めている理由にもなり、「金=力」の具現化として描くこともできた。またプロデューサーの要望で、原作ではあまり描くことがない恋愛要素を入れている。ただし、主役はあくまでルフィであるため、テゾーロに感情移入させ過ぎずルフィが一番目立つことに気を配っている。仲間を大切にするルフィと、仲間より金が第一のテゾーロという差がはっきりするように製作したという。テゾーロには歌唱シーンがあり、担当声優の山路和弘がミュージカルの経験があることから起用に至った。山路はTVシリーズではセニョール・ピンクを演じており、宮元は感情を抑えた渋いイメージのセニョール・ピンクに対し、テゾーロは常にギラギラしたイメージと語っている。また『STRONG WORLD』のシキ、『Z』のゼットが老齢であったことから二人よりも若いキャラクターにしたいと考え、ラスベガスの歴史に実在したカジノ王をイメージした人物像が設定され、自分を一番に見せたい、目立ちたいという根底があるため、全身ピンク色のスーツ姿となっている。
オリジナルキャラクターのデザインは、スタッフがある程度のキャラ設定とイメージをまとめてから尾田に依頼して出来上がっている。おおむねスタッフのイメージ通りだったが、タナカさんだけはスタッフのイメージとは別物になったという。黒岩によれば、尾田からは「キャラクターを大切にしてください」と言われ、世界観やキャラクター設定、悪魔の実の能力については、特に意見は出なかったという。例外がレイズ・マックスで、当初女性キャラクターの予定だったが、尾田の「男らしい男性キャラがほしい」「強い男のキャラを増やしてほしい」という意見を受けて男性に変更された。スタッフは人物像からかっこいいキャラクターを想像していたが、尾田はあえてギャップを狙いユーモラスな外見にデザインした。
原作とのリンクに関して、黒岩はテゾーロが世界を裏から操っていることから、海軍よりはサイファーポール（CP）がマークしているだろうという考えがあった。ただ海軍に全く触れないのも物足りないため、「CPと海軍の関係が分かるようなシーンに、CPの重要な人物を出したい」と尾田に相談したところ、尾田からはロブ・ルッチを推薦され、さらに「ルッチを出すならスパンダムも一緒にいたほうが面白い」という尾田の提案によりルッチとスパンダムの二人が登場することになった。
ウソップ役の山口勝平は本作の世界観をハリウッド映画のような雰囲気と語っている。また、過去の劇場版ではルフィがラスボスを倒すまで、ゾロやサンジなどがその手下を単独で倒すことが多かったが、本作では戦略的なチーム戦を見所として挙げている。
ロビン役の山口由里子は見所の一つとして、過去の劇場版ではあまりなかった「女子の友情」を挙げている。ナミとカリーナの関係について黒岩は、原作キャラを活躍させ、さらにオリジナルキャラとの関係をゼロから築いて感動を呼び込むことを2時間の尺で収めるのは難しいため、より話に入りやすくするため過去に因縁があった人物に設定したと語っている。宮元はカリーナについて、ナミとは合わせ鏡のような存在であり、そのことでドラマの深みが増したと述べている。
2015年12月19日・20日に幕張メッセで開催された「ジャンプフェスタ2016」の『ONE PIECE』スーパーステージでは、レギュラー声優や会場に集まったファンと共に映画用のガヤ音声の収録が行われた。

## 興行成績
2016年7月23日・24日の初週2日間で興行収入11億5577万1000円・動員数82万830人を記録し、映画観客動員ランキング（興行通信社調べ）で初登場第1位を獲得。初日23日の興行収入6億7517万6000円・動員数47万8528人は、発表日時点での2016年度公開作品では最高記録となった。またシネマぴあ調べの初日映画満足度ランキングでも第1位を獲得した。
公開4日目で興行収入15億1645万600円・動員数108万8166人を記録し、動員100万人を突破した。公開11日目で興行収入25億6840万1000円・動員数188万583人を記録し、2016年夏公開作品では最速で興行収入25億円を突破。公開16日目で興行収入30億円を突破し、シリーズ累計300億円を突破。公開25日目で興行収入40億円・動員数300万人を突破。公開48日目で興行収入50億752万円・動員数375万7181人を記録し、2作連続で興行収入50億円を突破。

## 受賞歴
- 2016年 - 第34回ゴールデングロス賞 優秀銀賞[39] - シリーズ5作品目の受賞。
- 2017年 - 第40回日本アカデミー賞 優秀アニメーション作品賞[40] - シリーズ4作品目の受賞。

## ストーリー
新世界で冒険を続ける麦わらの一味が上陸したのは、世界最大のエンターテインメントシティと称される「グラン・テゾーロ」。そこはこの世のものとは思えないほどの華やかな空間で日夜ショーやアトラクションで賑わい、世界中の名立たる海賊、海兵、大富豪が集う世界政府公認の「独立国家」であった。
未知の光景に胸を躍らせるルフィたちはコンシェルジュのバカラの案内で最高級カジノホテル「THE REORO」に到着。早速ルフィ・ウソップ・チョッパーの3人はカメを動力源としたカメ車のレース「HOT SHELL」で見事優勝し賞金1000万ベリーを獲得。その後もあらゆるギャンブルに勝ち続け、借りた2000万ベリーは倍以上の5000万ベリーに膨れ上がる。するとバカラからさらに高額のギャンブルに挑戦できるVIPルームに案内され、ここでもルフィが強運を発揮する。そこへ船の主にして世界政府をも動かす権力を持つ“黄金帝”ギルド・テゾーロが現れる。テゾーロから勝てば賭け金10倍負ければ全額を失うスペシャルギャンブルを持ちかけられルフィは承諾。だが、触れた者の運気を下げる「ラキラキの実」の能力者であるバカラによって運気を下げられたルフィはこの賭けに負け全額を失ってしまう。貸した3億2000万ベリーの返金を要求するテゾーロに対し、当然ナミたちは納得できずテゾーロたちに抵抗。ゾロがテゾーロに直接斬りかかるが、テゾーロの金を自在に操る「ゴルゴルの実」の能力で動きを封じられてしまう。ゾロを人質にとられたことでナミは返金までの猶予を要求し、テゾーロは明日の夜12時までに金を用意できなければゾロを公開処刑にすると宣言する。
その夜、ゾロの救出方法を模索するルフィたちの前にテゾーロの部下カリーナが現れる。彼女の正体はかつてナミと張り合った泥棒で、テゾーロが所有する世界の通貨の20%にあたる5000億ベリー、通称「テゾーロマネー」を奪うため潜入していた。カリーナから協力してテゾーロマネーを奪う提案を持ちかけられ、ルフィたちは2手に別れてテゾーロマネー奪還作戦を開始する。ルフィ・フランキーのチームAは黄金の塔の外壁を登って侵入し、船内全体の電伝虫を管理するホスト電伝虫を細工して映像を一時的に止めるためコントロールルームを目指す。それ以外のナミやカリーナら7人は塔内部からテゾーロマネーの金庫を目指す。塔内部に侵入しコントロールルームにたどり着いたルフィとフランキーだが、監視兵に見つかってしまい一旦退却を図るもそこへテゾーロとタナカさんが現れる。テゾーロに挑発されたルフィはテゾーロに攻撃を仕掛けるが両腕を黄金で固められ、タナカさんの「ヌケヌケの実」の能力で2人は船底の牢獄「黄金の牢獄（ゴールドプリズン）」に落とされてしまう。そこで2人はかつて伝説のギャンブラーとして名を馳せた革命軍のメンバーであるレイズ・マックスと遭遇。彼や牢獄に落とされていた囚人たちから海水があればテゾーロの金を破壊できる情報を得た2人はポンプ室を目指す。その途中海楼石製の巨大換気ファンに苦戦するもマックスや囚人たちの協力で突破しポンプ室に到着。一方、多くのトラブルを跳ね除け金庫までたどり着いたナミたちだが、そこにテゾーロマネーはなくテゾーロ本人が待ち構えていた。ナミたちの作戦は最初から見抜かれており観客の見世物にされていた。ナミたちはテゾーロに拘束され、ポンプ室にいるルフィたちも閉じ込められてしまい、いよいよゾロへの処刑が執行されようとする。だがその瞬間、船全体が停電し船中に海水の雨が降り注ぐ。事態を把握できないテゾーロに対し、ナミたちは作戦の真の目的が海水を確保することであったことを打ち明ける。ゾロの解放に成功したルフィたちは改めてテゾーロに宣戦布告する。
まんまと出し抜かれたことに激昂したテゾーロは切り札の「ゴールデンテゾーロ」で一味に攻撃を仕掛ける。タナカさんにはロビンとサンジが・バカラにはウソップとブルックとチョッパーが・ダイスにはゾロが相手をする。しかしダイスはゾロに敗れ、タナカさんはロビンに捕まったところをサンジに敗れ、バカラはラキラキの能力で一時は3人に対して有利に戦っていたがウソップの機転でジャックポットを引いてしまい運気を使い果たして敗れた。ゴールデンテゾーロの攻撃に圧倒されるルフィも切り札の「ギア4」を発動させゴールデンテゾーロを破壊し、なおも立ちはだかるテゾーロを撃破する。テゾーロが敗れると船のモニターに謎のカウントダウンが出現し、船が爆発するというカリーナの指示で船からの脱出を図る。カリーナはひとり船に残り安全な場所まで遠ざけることをナミに告げる。脱出に成功しカウントが0になるも爆発は起こらずなぜか花火が打ち上がる。ウソップが望遠鏡で確認するとそこにはグラン・テゾーロを船ごと奪取し「怪盗カリーナ参上！！」の旗を掲げるカリーナの姿があった。最後の最後で一杯食わされたルフィたちだが、海軍の追撃を振り切るため次の冒険に向け出発する。

## 登場人物

### 麦わらの一味
劇場版衣装は原作者書き下ろしデザインで、オープニングの仮装衣装、カジノでの白の決戦服、最終決戦用のブラックレザーの衣装の3種類。またルフィとゾロを除く7人には潜入服、ルフィ・ゾロ・フランキーを除く6人には天竜人一行の変装衣装も書き下ろされている。
モンキー・D・ルフィ
声 - 田中真弓
本作の主人公。麦わらの一味船長。
ロロノア・ゾロ
声 - 中井和哉
麦わらの一味戦闘員。
ナミ
声 - 岡村明美
麦わらの一味航海士。
ウソップ
声 - 山口勝平
麦わらの一味狙撃手。
サンジ
声 - 平田広明
麦わらの一味コック。
トニートニー・チョッパー
声 - 大谷育江
麦わらの一味船医。
ニコ・ロビン
声 - 山口由里子
麦わらの一味考古学者。
フランキー
声 - 矢尾一樹
麦わらの一味船大工。
ブルック
声 - チョー
麦わらの一味音楽家。

### 原作キャラクター
本作には下記以外にも隠しキャラクターとしてヘラクレスン、ワンゼ、アブサロム、ゲダツ、パッパグが登場している。

#### 革命軍
二人の衣装は原作と違い、サボは赤いシャツ、コアラは帽子や服が緑の劇場版オリジナルカラーになっている。
サボ
声 - 古谷徹
革命軍参謀総長。エース・ルフィの義兄弟。若くして革命軍No.2の立場である青年。
コアラ
声 - ゆきのさつき
革命軍魚人空手師範代。革命軍に所属する女性兵士。

#### CP-0
原作のドレスローザ編の終盤で登場した際は正体が伏せられていたが、映画公開前に正体が明かされた。
ロブ・ルッチ
声 - 関智一
元CP9諜報部員。動物系の悪魔の実「ネコネコの実 モデル“豹”」を食べた能力者。圧倒的な殺人術と身体能力を誇る冷酷無比な超人。
スパンダム
声 - 小野坂昌也
元CP9司令長官。過去に麦わらの一味に手痛い目にあわされ復讐を誓う。出世の為なら平気で人を蹴落とす外道。

#### 海軍本部
サカズキ
声 - 立木文彦
新海軍本部元帥。ロブ・ルッチの要請で、しぶしぶ軍艦10隻を手配する。
桃兎、茶トン
海軍本部中将。グラン・テゾーロの観光客。
もともとこの二人は単行本の質問コーナー「SBS」で生まれたキャラクター（桃兎は74巻、茶トンは75巻）で、監督の宮元が隠しキャラクターとして登場させたいと尾田に要望し、本作に合わせ本名・全身イラスト・詳しい人物像などが設定された。

### オリジナルキャラクター

#### テゾーロ一味
ギルド・テゾーロ
声 - 山路和弘、櫻井孝宏（青年期）
巨大黄金船「グラン・テゾーロ」のオーナーとして君臨するカジノ王。異名は「黄金帝」「新世界の怪物」。
41歳。誕生日は1月24日（金の日）。
全身ピンク色のスーツ姿で黄金の装飾品をいくつも身につけた男。自らステージに立つ一流のエンターテイナーでもある。ステージでは金と白が鮮やかな衣装、最終決戦では羽毛が付いた黒いロングコートを着用。髪型はオールバックで星型のイヤリングをし、背中には大きな星型の焼印がある。口癖は「エンターテインメンツ」。海賊旗は名前の頭文字・星・金貨で構成されたカジノのようなドクロマーク。
世界の通貨（ベリー）の20%を掌握するとされる大富豪で、世界政府すらカネの力で容易く動かし、天竜人をも懐柔する絶大な権力を持つ。海軍も手出しできない存在で、その権力で世界の勢力図を脅かそうとしている。膨大な資産で多くの海賊を手駒に加えており、トレジャー海賊団やシルバー海賊連合などを従えている。同時に裏世界を仕切っており、闇のブローカーであるドフラミンゴとも通じている。ドフラミンゴとは表向きは商売仲間だったが、テゾーロは彼をいずれ自分で消すつもりだった。ドフラミンゴを倒したルフィに対し「迷惑している」と言っているが、実際は世界政府に宣戦布告し、天竜人を殴り飛ばしたことに胸がすいている。カネの力を絶対視する強い支配欲の持ち主で、夢の町に憧れてやってきた人達を絶望のどん底に叩き落し、奴隷のように扱っている。また奴隷として虐待を受けた青年期のトラウマから、自分の許可なく笑うことに強い嫌悪感を露にする。
超人系悪魔の実「ゴルゴルの実」の能力者。一度触れた金を自在に操ることができる。金の硬度は高く、腕を金で覆ったり、金を触手のように伸ばして攻撃し、至る所が金で出来た船内の全てを武器とする。グラン・テゾーロにいる者には全員能力の金粉が付着しており、逆らう者を金の彫像に変えてしまう。能力は「覚醒」の段階にまで達しており、船内の金は全てテゾーロと繋がっており、金に衝撃が加わればすぐに感知できる。しかし、金が海水に触れると操れなくなり、海水で濡れたり洗い流したりすると簡単に砕け散る。
幼い頃から歌うことが好きで、煌びやかなショーに憧れていたが、貧しい家庭に生まれたため友達はできず仲間外れにされていた。ギャンブルにまみれた父親が病死したことでさらに生活は苦しくなり、荒んでしまった母親から罵声を浴びるようになる。12歳の時に家を飛び出し、盗んだカネで不良とつるみ、ギャンブル・酒・ケンカに明け暮れる毎日を送る。16歳の時に裏カジノで大敗し、人買いに連れて行かれそうになるも辛くも逃げ切り、そこでヒューマンショップに売られている女性・ステラと出会う。自分の歌を褒めてくれたステラに惚れたテゾーロは、彼女を買い取り自由にすることを決意し、悪事から手を引き真面目に働くようになる。毎日寝ず食わずで働き続け、合間を見てステラの元へ足を運び、将来大きなステージで歌うという夢を語っていた。3年後、あと少しで買い取れる額が貯まるも、ステラは天竜人に買い取られ、抵抗したテゾーロも奴隷としてマリージョアに連れて行かれてしまう。その2年後にステラが死んだことを知り、カネさえあれば彼女を救えたと怒りと後悔の感情がこみ上げカネに対する更なる執着心を抱くようになる。
15年前のフィッシャー・タイガーによる奴隷解放事件で、マリージョアから命からがら逃亡。その後はゴミを漁る生活を送り一線を越えた犯罪に手を染めるようになり、金持ちや貴族への憎しみを抱くようになる。12年前、ドンキホーテファミリー主催のオークションの目玉商品「ゴルゴルの実」に目をつけ、犯罪者達を唆して彼らを巧妙な策で動かし、オークション会場に火を放ち何百人もの死傷者を出す大事件を起こすとその騒動に乗じてゴルゴルの実を手に入れる。カネや金を生む能力を得て徐々に海賊として名を上げていき、タナカさんに加えてダイスといった部下を得たことでドフラミンゴの追手にも負けない勢力となり、最終的にドフラミンゴ側から手を組むことを持ちかけられ、世界政府とのパイプを手にする。その過程でバカラを部下に迎え、体制を磐石のものとし、5年前に「グラン・テゾーロ」を完成させ、グラン・テゾーロが生み出す莫大な資金を天上金として天竜人に納めることで、グラン・テゾーロを世界政府公認の独立国家に認定させた。巨万の富と権力を手にしたことで、いずれは天竜人をもひざまずかせカネで全てを支配するという傲慢で歪んだ思想を持つようになり、自らを「神」と称するなどテゾーロ自身がこの世で最も忌み嫌う天竜人のような人物に成り果ててしまった。
グラン・テゾーロにやってきた麦わらの一味の前に現れ、ルフィにスペシャルギャンブルを持ちかけることで罠にはめゾロを人質にとる。コントロールルームに侵入したルフィと対峙しルフィの両腕を金で拘束し「黄金の牢獄」に突き落とす。さらに天空劇場でナミたちを捕らえゾロを処刑しようとしたが、カリーナの裏切りに気づかずナミたちの潜入作戦の目的がテゾーロマネーだと思い込んだことが仇となり、船中に海水を降り注がれてしまいゾロの解放も許してしまう。最終決戦では切り札の「ゴールデンテゾーロ」でルフィを圧倒したが、「ギア4」を発動させたルフィに破壊される。大量の金を発生させ船中の人々を飲み込もうとしたが、ルフィの渾身の一撃の前に敗北。近海にいた海軍船の甲板に叩きつけられ海軍に拘束された。

カリーナ
声 - 満島ひかり（特別出演）
グラン・テゾーロの歌姫。正体はテゾーロの莫大な資産「テゾーロマネー」を狙う怪盗。
テゾーロのステージパートナーであり、美しい歌声で訪問客を魅了しテゾーロからも信頼されている。ナミに引けをとらないプロポーションの持ち主で、身長はナミ（170cm）よりも少し低い。ナミ同様、プライベートでは肌を大きく露出させたラフな服装を好む。紫色の長髪をまとめ上げて、普段は帽子の中に納めている。キツネ型のイヤリングをしている。笑い声は「ウシシ」。19歳。
かつて東の海で海賊専門の泥棒として活動していたナミと張り合い「女狐」と呼ばれた泥棒で、ナミとはよく泥棒の現場で宝の取り合いをしていた腐れ縁。6年前、マッド・トレジャーの宝を盗もうとしてトレジャー海賊団のアジトに潜入し、偶然鉢合わせたナミと協力し宝を奪い隠すことには成功したが、ナミ共々捕まってしまった。自分の宝を渡す代わりに二人の命を見逃してほしいと懇願し、一旦解放され日没までに宝をとってこいと告げられる。だが、海賊相手に宝を素直に渡しても助かる保障はないと考え、ナミがトレジャーとの取り引きで渡そうとした宝を先に奪い、ナミを裏切った振りをして二人分の宝を手にしたことをトレジャーに挑発し、囮になることでナミの命を救った。その後はかけがえのない仲間とめぐり合えたナミとは対照的に一人で生き抜いてきた。
テゾーロに言葉巧みに接近することで、テゾーロマネーが保管されている金庫のスペアキー製造に成功している。グラン・テゾーロにやってきたナミに接触し、テゾーロの罠にはめられた麦わらの一味に対し、協力してテゾーロマネーを奪う提案を持ちかける。潜入作戦はテゾーロに見破られていたがそれを逆手に取り、自分たちが囮になることで真の目的である海水を確保することに成功。ルフィがテゾーロを倒すとナミに別れを告げ爆発が迫るグラン・テゾーロを遠ざけるためひとり船に残る。だが、これはカリーナの仕掛けたハッタリで、船にいた全員を出し抜き、グラン・テゾーロを船ごと奪っていった。
タナカさん
声 - 濱田岳（特別出演）
グラン・テゾーロの警備主任。
頭部が胴体に比べ極端に大きい、珍妙な体型をした男。二頭身だが身長はバカラよりも高い。黒頭巾を被り緑色の蝶ネクタイと軍服風のジャケットに身を包み、頭の左側と両肩、襟元には緑色の星がある。テゾーロが海賊や世界政府と取り引きをする際は伝令役を担当し、他の幹部や部下の動向を調べて報告する役目も担う。幹部の中でも特にプライドが高く、金の無い者を見下す傾向がある。笑い声は「するるるる」。武器は拳銃。
超人系悪魔の実「ヌケヌケの実」の能力者。あらゆる無機物をすり抜けることができる「ヌケヌケ人間」。この能力で船内を自在に移動して警備しており、彼の能力なしには入れない部屋がある。この能力はタナカさんに触れている者にも適用される。ただし人体等の有機物はすり抜けることができない。
9年前にテゾーロの部下になった。ユーモラスな見た目とは裏腹に仕事に対する姿勢は堅実で、テゾーロからは高く評価されている。
ルフィとフランキーがコントロールルームに侵入するとテゾーロを連れて現れ「黄金の牢獄」に突き落とす。最終決戦ではサンジ・ロビンと対峙し、素早い動きで二人を翻弄しロビンを人質に取る。だが、逆にハナハナの実の能力で拘束されてしまい、目の前で女性を人質に取られたことに怒ったサンジによって倒された。
TVシリーズの「ドレスローザ編」後のオリジナルストーリー「シルバーマイン編」と、映画前日譚に当たる「ハートオブゴールド」にも登場している。

バカラ
声 - 菜々緒（特別出演）
グラン・テゾーロのVIP担当コンシェルジュ。
気品ある振る舞いで、重要な来訪者をエスコートする妖艶な雰囲気をした美女。褐色肌と赤い長髪が特徴で、スリットが大きく入った黒いドレスを着用し、三日月形のイヤリングをしている。左太ももには星を囲むようにヘビのタトゥーが刻まれている。英語交じりに話す癖がある。建物の設備やカジノのルールを事細かに説明できるほどグラン・テゾーロ内部に精通しており、政府や海軍の重役、有名海賊などの顔と名前を全て記憶している。テゾーロを心の底から崇拝している従順な部下の一人で、好意も抱いている。
超人系悪魔の実「ラキラキの実」の能力者。触れた相手の運気を吸い取り、アンラッキー状態にすることができる。吸い取った運気を自分にプラスすることで、あらゆる出来事にいい結果をもたらす無敵状態となる。能力を使わない時は手袋をしている。
5年前にテゾーロの部下となり、ラキラキの能力でグラン・テゾーロの興行は盤石なものとなった。
グラン・テゾーロにやってきた麦わらの一味をエスコートし、テゾーロがルフィにスペシャルギャンブルを持ちかけるとルフィの運気を下げ一味を罠にはめる。最終決戦ではウソップ・チョッパー・ブルックと対峙。部下から吸い取った運気で強運状態となり、コイン一枚を投げるだけで様々な不幸を3人にもたらし圧倒する。だが、最後のとどめに投げたコインがウソップが射出したスロットマシンに投入され、ジャックポットを引いたことで運を使い果たし、それに気づかずウソップの攻撃を正面から受けてしまい敗北した。
ダイス
声 - ケンドーコバヤシ（特別出演）
グラン・テゾーロのディーラー。
最高のゲームを観客に提供する髭面の巨漢。服や装身具にサイコロの1から6までの目が刻まれている。パワフルかつ直情的な性格で、感情表現もストレート。相手の攻撃を受けると逆に気持ちよく感じてしまうほどのマゾ気質。
鎧のような筋肉から繰り出す強大なパワーと俊敏な動きが自慢。「武装色の覇気」の使い手で、体の各部に纏うことで自慢の肉体はさらに強化され、ゾロの技が直撃しても平気なほどの強固さを誇る。武器は斧で、空中で高速回転しながら振り回すことが多い。
元は裏世界一危険と言われたデスマッチショーで無敗を誇ったチャンピオンだった。あまりの打たれ強さから挑戦者は絶えてしまい、8年前にテゾーロの部下となった。現在はVIPエリアを任されており、その怪力を生かした丁半で客を沸かせている。
最終決戦ではゾロと対峙し、ゾロの攻撃を受けても物ともせずにテゾーロの援護でゾロの刀を奪い一時は優位に立つ。太刀筋を見極められたことで劣勢になると覇気を纏い体当たりを仕掛けたが、ゾロの居合いの一刀で切り伏せられた。

#### グラン・テゾーロ従業員
リッカ
声 - 坂本千夏
グラン・テゾーロで働く少年。
家族に課せられた膨大な借金を返済するため、カジノ付近では花売り、ステーキハウス「WILD COW」では給仕として働いている。気性が荒く生意気にみえるが、本来は家族想いで心根が優しい性格。自由になることを切望しているが、テゾーロに勝てるわけがないと戦うことを諦めてしまっている。
テゾーロに果敢に挑むルフィに対し最初は冷ややかな態度で見ていたが、ルフィの決して諦めない姿に影響され自分の意思で自由を勝ち取ることを決意。スパンダムに拘束され始末されそうになったルフィを助ける活躍を見せた。
テンポ
声 - 渡辺菜生子
リッカの妹。気弱で口数も少ない。いつも身につけている帽子やクマのリュックは母親から貰った物。
ダブルダウン
声 - 竹中直人（特別出演）
グラン・テゾーロのステーキハウス「WILD COW」の店長。
元は軍人だったがテゾーロの卑劣な罠にはまり、家族を殺された。現在は奴隷としてグラン・テゾーロで働かされている。テゾーロに反抗する気力はなく、黙々と日々働いている。大柄な体格に反して心優しい性格。
アルバ
声 - 西野七瀬（特別出演）
ゴルフ場のキャディガール。海軍中将茶トンの接待をしていた。
ビット
声 - 三吉彩花（特別出演）
カメ車レース受付のバニーガール。語尾を伸ばす口調が特徴で、弾ける笑顔がチャームポイント。
レプレ
声 - 武田玲奈（特別出演）
カメ車レースのスタートフラッグを振るバニーガール。二本の松明を使ってスタートを切る。
テゾーロガールズ
テゾーロの周囲を飾る、3人の金髪の女性。名前はアンティ、ネゴ、エニー。

#### カメ車レース
ケント・ビーフJr.
声 - 古田新太（特別出演）
カメ車レースに出場するレーサー。「南の海」の牧畜王。
右腕に「BEEF」のタトゥーがある。トラクターのような巨大なホイールを持つ重装甲のカメ車で、相手の車を一方的に吹き飛ばす。デットヒートで2位に終わった。
ポーク
声 - 古田新太（特別出演）
ケント・ビーフJr.の相棒である牛。ケントの指示で後方の車に藁束を投げつけて妨害する。
タイムス伯爵
声 - 斉藤次郎
カメ車レースに出場するレーサー。「北の海」の新聞王。
かぎ鼻が特徴的な、パイプをふかした男。タイムス新聞社のロゴが入った真紅のスーパーカーで宣伝効果を狙う。レースに対する姿勢は真摯で、優れたドライブテクニックで勝負する。デットヒートで3位に終わった。
ストレート軍曹
声 - 間宮康弘
カメ車レースに出場する海軍軍曹。
たたき上げの海兵で、背中に「正義」、右腕に「直通」の文字があり、右わき腹にグリズリーから受けた傷がある。曲がったことが大嫌いで、彼の辞書に「曲がる」という文字はない。コースから外れ、プールに落ちリタイア。
カーブ
声 - 成田凌（特別出演）
ストレート軍曹の部下。レース中方向転換をストレート軍曹に上申するが、聞き入れてもらえなかった。
ホワイトジャック
声 - 竹中直人（特別出演）
カメ車レースに参加するヤブ医者。
怪しげな風貌をした男。後方にいる車を妨害し、脱落した他の参加者に対し不気味に「フハハ」と高笑する。ケント・ビーフJr&ポークの体当たりでコースから落とされた。
キルコ
声 - 佐藤ありさ（特別出演）
ホワイトジャックの相棒である看護婦。
特技は変顔。巨大注射器からオイルを発射し、スリップ必至のトラップを撒き散らす。
ジミー・マイヤーズ
声 - コロッケ（特別出演）
カメ車レースに出場するレーサー。ジミー商会社長。
モットーは「目立たず儲ける」。普段は温和な性格だが、ハンドルを握ると人が変わる暴走野郎。その気質上、スタート直後からトップに躍り出ることが多いが、無防備な背後を狙われるため勝率はあまり高くないという。ストレート軍曹の攻撃でリタイア。
レース実況
声 - 三宅正治（特別出演）

#### ロングロング海賊団
オープニングで麦わらの一味を襲撃した海賊団。船員はみな、体のどこかしらが長い。
ロング船長 / ロングロング艦長
声 - 高木渉
ロングロング海賊団船長。本名は非常に長い。
長い頭頂部にガトリング砲を装備している。カジノで大敗し、金品目当てで麦わらの一味に襲い掛かったが、瞬く間に壊滅させられた。
ナルシー
声 - 檜山修之
ロングロング海賊団船員。武器は長剣。ゾロに襲いかかるが、返り討ちにされた。
バーロン
声 - 乃村健次
ロングロング海賊団船員。足長族の男。長い足を折りたたむように構え、その脚力で遠距離まで飛躍できる。サンジに襲いかかるが、返り討ちにされた。
モーキン
声 - ナダル（特別出演）
ロングロング海賊団戦闘員。サルのような姿で、両腕に長い鉤爪をつけている。ブルックに襲いかかるが、返り討ちにされた。

#### その他
レイズ・マックス
声 - 北大路欣也（特別出演）
かつて世界で名を馳せた伝説のギャンブラー。革命軍の一員。
小柄で渋い雰囲気をした中年男性。テンガロンハットを被ってサングラスをかけ、左頬に「7」のタトゥーをしている。短い足で滑るように移動する。数々の名勝負に勝ち続け、不敗のギャンブラーとして有名になった大スターで、少年時代のフランキーも憧れていた。ただし、実人生ではバツ2と失敗続き。消息不明になっていたが、実際には革命軍に入っていた。ルフィを「麦わら坊主」と呼ぶ。
革命軍の任務でグラン・テゾーロを訪れるが、テゾーロにはめられカジノで大敗し、ゴールドプリズンに監禁されてしまった。ギャンブルに負けた時点ですでに自分は死んだと語り、他の囚人同様脱獄する気力を失っていたが、ルフィの諦めない気持ちと執念に感化され、もう一度賭けてみたいとルフィに手を貸す。ポンプ室へつながる通路に仕掛けられた海楼石製の巨大換気ファンを他の囚人たちと協力して力づくで止め、ルフィとフランキーの行く手を切り開く。ルフィがテゾーロを倒すと自身の捜索に来ていたサボやコアラと合流を果たした。
マッド・トレジャー
声 - 小栗旬（特別出演）

カマエル聖
声 - 三村マサカズ（特別出演）
天竜人。テゾーロからの天上金を受け取るためグラン・テゾーロを訪れるが、服を盗まれ、ナミたちの潜入作戦に利用されてしまう。ルフィとテゾーロの戦闘の際には、他の天竜人と共に自分たちを守るようルッチに電伝虫をかけたが、途中で切られてしまった。その後、海軍に助けられた。
ステラ
声 - 魏涼子
かつてテゾーロが愛した女性。顔立ちはバカラに似ているが、雰囲気が違う。
父のギャンブルが原因でヒューマンショップに売り飛ばされてしまったが、常に微笑を絶やさなかった。18歳の時に若かりし頃のテゾーロと出会う。テゾーロの悪評は知っていたが、分け隔てなく語りかけた。ステラに惚れたテゾーロは悪事から手を引き、まっとうな手段で彼女を自由にするため日夜働き続け、ステラも自分に尽くしてくれるテゾーロに幸せを感じていた。しかしその3年後、テゾーロの努力も空しくステラは天竜人に買われてマリージョアに連れて行かれ、その2年後に命を落とした。ステラはテゾーロと語り合った3年間を想い続け、心の底から愛されたことに満足し、奴隷でありながら笑顔で死んでいった。だが、ステラが買われていった際に天竜人に歯向かい自らも奴隷になっていたテゾーロには、ステラが彼との別れ際に送った「私は心から幸せだった」という言葉は届かず、ステラが不幸の内に死んでいったと思い込み、彼女の死で更なる金の亡者へと成り果ててしまった。
テゾーロは自らが主役のステージに、彼女の名を冠した「GOLD STELLA SHOW（ゴールド ステラ ショー）」と名づけている。

## 用語
グラン・テゾーロ
テゾーロが所有する、全長10kmに及ぶ巨大黄金船。
船内にはカジノ、劇場、水族館、プール、サーキット、ゴルフ場、巨大観覧車など様々なアトラクション施設がある。世界中の名立たる海賊・海兵・大富豪たちが集い、昼夜問わずショーやアトラクションが繰り広げられる世界最大のエンターテインメントシティ。船の動力源は二体の巨大なカメ「ギガントタートル」で、天候や波に左右されず自由に航海できる。常に移動しているため、テゾーロのビブルカードに頼らなければたどり着けない。船自体が独自のルールで成り立っている巨大な街であると同時に、非武装地帯として世界政府に公認された独立国家となっており、政府すら手が出せない「絶対聖域」。この街では、海軍は海賊に手を出さないルールになっている。
世間からは「夢の街」と称されているが、従業員のほとんどはカジノで負けテゾーロの奴隷のように扱われている者達であり、船内の至る所にいる映像電伝虫に監視されている。また、グラン・テゾーロに入った者は必ずテゾーロの能力を帯びた金粉を浴びることになり、テゾーロがその気になればいつでも金の彫像に変えることができるため、誰一人テゾーロに逆らうことができない。この街での絶対的なルールは「騙された者が敗者」で、インチキやイカサマをされても一切咎めることができない。
原作者の尾田はグラン・テゾーロを「テゾーロの復讐の産物」と称している。
THE REORO（ザ レオーロ）
グラン・テゾーロが誇る七ツ星カジノホテルがある黄金の塔。塔の先端は、テゾーロの指さしポーズになっている。
下層のカジノにはスロットマシンやルーレットなど様々な施設があり、上階のVIPエリアではディーラー・ダイスによる丁半が行われている。VIPエリアには扉がなく、タナカさんのヌケヌケの能力を介さなければ入ることができない。
中層には、ホテルの客室とグラン・テゾーロ全体の電伝虫を管理する「ホスト電伝虫」がいるコントロールルームがある。最上階のスイートエリアからの螺旋階段をのぼった先にテゾーロマネーが保管されている金庫があるが、螺旋階段には映像電伝虫が大量に配置されている。
カメ車レース「HOT SHELL」
グラン・テゾーロの人気アトラクションの一つ。カメをエンジンの替わりとした「カメ車」で、一着を目指すスリリングなレース。車の改造、能力の使用、妨害などは自由に行える。参加費は100万ベリー。優勝賞金は、10倍の1000万ベリー。
ゴルフ場
船尾部分にある施設。ここに生えている巨木は、「宝樹アダム」の幼木という設定。
ダウンタウン
従業員の宿舎や店舗、住民の住居が軒を連ねる居住区。リッカやテンポが働く店「WILD COW」も、このエリアにある。
黄金の牢獄（ゴールドプリズン）
テゾーロに逆らった者が監禁されている、船底の牢獄。地面の砂は全て砂金であり、無数の黄金であふれているが、水や食料は一切ない。空気を取り入れる通気口はあるが、凶暴なゴールデンバットがいるため、脱獄に成功した者は一人もいない。
ポンプ室
船底にある取水口から汲み上げた海水を、真水に変える濾過施設。ゴールドプリズンからの通気口を進んだ先にある。テゾーロの弱点である海水が蓄えられているが、その途中にはトラップとして海楼石でできた巨大な換気ファンがある。
テゾーロマネー
グラン・テゾーロが生み出す利益をはじめ、テゾーロが表と裏両方の世界で稼いだ世界の通貨の20%を占めるといわれる、莫大な資産。その額は、小さな国なら丸ごと買い取れる5000億ベリーに達する。テゾーロはこの資産を天竜人の上納金「天上金」として納めることで、世界政府が認める権力を手に入れた。
テゾーロマネーを盗むことは、全ての泥棒にとって最高の栄誉とされている。テゾーロはこの噂を流して世界中の泥棒をおびき寄せ、大金庫のどこまで迫れるかをギャンブルの対象として、観客の見世物にしている。
マッスルカメ
声 - オカリナ（特別出演）ほか
グラン・テゾーロ内の移動手段である「カメ車」の原動力である、希少な武闘派のカメ。キーを回すとボンネット内のカメ達に微電流が走り、凄まじい勢いでペダルを漕ぎ始め、これによりエンジンが稼動する。カメ達もテゾーロの奴隷で、海水でテゾーロの金を流した時は大喜びしていた。
マッスルカメの仲間に、快適な乗り心地を実現するジェントルタートルやグラン・テゾーロそのものを牽引するギガントタートルも存在する。
赤目フクロウA〜P
声 - コロッケ（特別出演）
テゾーロマネーの金庫近くに配備されている、天然トラップである16羽のフクロウ。フクロウの声は全て違う。目から出る赤い光に生物が触れると、大きな声で鳴く習性がある。人間にはわからないが、自分が見る方向を口にしながら監視している。外見は3つのタイプに分かれている。
ゴールデンバット
ゴールドプリズンから巨大ポンプ室につながるダクトに放たれている、凶暴なコウモリ。体毛は金色。群れで行動し、脱走しようとする囚人に襲いかかる。

## スタッフ
- 原作・総合プロデューサー - 尾田栄一郎
- 脚本 - 黒岩勉
- 音楽 - 林ゆうき
- 劇中曲「GOLD & JIVE 〜 SILVER OCEAN」「作戦会議」[109] - 小島麻由美
- キャラクターデザイン・総作画監督 - 佐藤雅将
- 美術監督 - 小倉一男
- 美術設定 - 須江信人
- 色彩設計 - 永井留美子
- CGディレクター - 能沢諭
- 撮影監督 - 和田尚之
- 製作担当 - 稲垣哲雄
- 監督 - 宮元宏彰（TVアニメ『ONE PIECE』三代目総監督）
- 2016「ワンピース」製作委員会
  - フジテレビジョン：藪木令子、倉田恵美、岡田翔太
  - 東映アニメーション：鷲尾天、小山弘起
  - 東映：吉田順、大島学、井上めぐみ、鈴木剛大
  - 集英社：稗田晋、森亮介、嶋崎崇夫
  - バンダイ：桃井信彦、河内史紀子、竹内麻妃
  - バンダイナムコエンターテインメント：伍賀一統、吉崎邦法、山崎秀之、松本潤

## 楽曲
主題歌「怒りをくれよ」
作詞：松尾レミ、いしわたり淳治 / 作曲：松尾レミ / 編曲：亀本寛貴、亀田誠治 / 歌：GLIM SPANKY
（ユニバーサルミュージックジャパン）
原作者・尾田栄一郎の推薦で主題歌に抜擢されたGLIM SPANKYが、本作のために書き下ろした新曲。
劇中曲
「GOLD & JIVE 〜 SILVER OCEAN」
作詞・作曲：小島麻由美 / 編曲：松本治 / 歌：山路和弘&満島ひかり
「作戦会議」
作曲・編曲：小島麻由美
（IDEAL MUSIC LLC.）
オープニングでギルド・テゾーロとカリーナが歌う劇中曲。主題歌と劇中曲はどちらもオリジナルサウンドトラックに収録されている。

## 映像ソフト
2016年12月28日、Blu-ray Disc・DVDの通常版（1枚組）と初回限定版「GOLDEN LIMIED EDITION」（2枚組）が発売。初回限定版は映像特典ディスクと封入特典が同梱。またポニーキャニオンショッピングクラブ限定でBD初回限定版に「トレジャーBOX」も発売。
封入特典
- テゾーロ&カリーナのイヤリング型チャーム付きゴールデンイヤホン
- ゴルゴルのフローティングペン
- オリジナルボードゲーム“グラン・テゾーロ アドベンチャー”
- カジノチップ風ゴールデンめんこ
- “麦わらの一味＆カリーナ”キャラクターカード
- 非売品プレス特別編集版
- 劇場用パンフレット縮小版

映像特典
- 本編DISC：特報　予告編　TV-CM集
- 特典DISC：尾田栄一郎インタビュー完全版
  - メイキング・オブ・FILM GOLD 〜アフレコ現場に潜入〜
  - ONE PIECE FILM GOLD 〜episode 0〜
  - イベント集（完成披露、初日舞台挨拶）

トレジャーBOX内容
- 「ONE PIECE FILM GOLD」 ロゴ入りオリジナル豪華宝箱（南京錠付き）
- 「ONE PIECE FILM GOLD」 ロゴ入りゴールドコイン（プラスティック製） 100枚
- 「ONE PIECE FILM GOLD Blu-ray GOLDEN LIMITED EDITION」

## テレビ放映
| 回数 | テレビ局   | 放送枠         | 放送日         | 放送時間      | 放送分数 | 平均世帯 視聴率 |
| ---- | ---------- | -------------- | -------------- | ------------- | -------- | --------------- |
| 1    | フジテレビ | 土曜プレミアム | 2018年5月19日  | 21:00 - 23:30 | 150分    | 7.6%            |
| 2    | フジテレビ | 土曜プレミアム | 2019年8月10日  | 21:00 - 23:10 | 130分    | 6.3%            |
| 3    | フジテレビ | （なし）       | 2022年12月27日 | 11:45 - 13:45 | 120分    | 1.2%            |

- 視聴率はビデオリサーチ調べ、関東地区・世帯・リアルタイム。

## プロモーション

### 前売り券
プレゼント付き前売り券第1弾
2015年12月18日より発売。原作者書き下ろし設定画入り「金の金太郎ルフィ クリアファイル」付き。
プレゼント付き前売り券第2弾
2016年3月19日より発売。原作者書き下ろし設定画入り「原画カレンダー」付き。
プレゼント付き前売り券第3弾
2016年5月21日より発売。原作者書き下ろしイラスト使用の「イヤホンジャック付き 特製カジノキップ」付き。
セブンイレブン 限定グッズ付前売り券
2016年3月22日より受け渡し開始。セブンイレブンの店頭またはホームページのみの発売。映画限定ビジュアル「輩〜YAKARA」缶バッジ4個セット付き。

### 入場者プレゼント
入場者500万人に、作者描き下ろしの設定資料、テゾーロのイラスト付き年表、映画クライマックスシーンのネーム全34ページが収録された限定コミックス「第777巻（巻七七七）」がプレゼントされる。これまで、第10作『STRONG WORLD』で「第零巻」が、前作『Z』で「第千巻」が配布されており、今回の500万冊はシリーズ史上最多となる。また、777巻とは別に、先着200万人に『ONE PIECE』キャラが集合した「オールスターゴールドトランプ」がプレゼントされる。JOKERカード2枚&パッケージは作者描き下ろしとなっている。9月3日より作者描き下ろしA5版イラストカードを数量限定でプレゼント。裏面には麦わらの一味9人を含む出演キャスト15名のサインが入っている。

### 日本全国GOLD化計画
映画公開記念として本作が上映される全国342館の映画館に作者直筆の劇場名入りのサインポスターをプレゼント。前作『Z』で全国興行収入1位となった新宿バルト9からスタートし、順次、全国の上映劇場に手渡しでサイン入りポスターが届けられる。また、Twitterキャンペーンとして劇場に掲出されているサイン入りポスターと写真を撮り、ハッシュタグ（#GOLD化計画）をつけて、映画へのメッセージをツイートした人の中から抽選で豪華プレゼントが当たる。

### ONE PIECE ヒストリーオブ GOLD
2016年6月18日から8月31日にダイバーシティ東京プラザで開催される映画『GOLD』とアニメSP『ハートオブゴールド』の展示イベント。麦わらの一味と写真が撮れるフォトスポット、歴代映画ポスタービジュアル、アニメのヒストリーパネルなどが展示されている。一部の展示物は会期途中に切り替わり、6月18日から7月16日まではアニメSP『ハートオブゴールド』、7月17日から8月31日までは映画『GOLD』の展示物となっている。

### 大ワンピース新聞
映画公開前の2016年6月24日と7月20日に日刊スポーツより発行され、全国の駅・コンビニ・一部映画館で販売される『ONE PIECE』の特集新聞。タブロイドサイズの新聞を広げると109cm×81cmの特大サイズに変わり、第1号には頂上戦争までの2年前編、第2号には2年後編のキャラ大相関図が載っている。また、2号分つなげると作者・尾田栄一郎の仕事部屋写真が360度パノラマになる。他には声優やスタッフ秘話など映画の情報も掲載されている。前作『Z』の公開前には同じく日刊スポーツから『週刊ワンピース新聞』が4週連続で発行され、今回が第2弾となる。

### イベント・キャンペーン
セブン-イレブン
2016年3月1日より、おにぎりを2個買うと専用クリアファイルをプレゼント。4月12日からは第2弾が開始された。
5月9日よりB2ポスターが付録されたセブンイレブン限定デザイン『ONE PIECE FILM GOLD』nanacoカード3種類を限定発売。
7月2日からは対象商品を購入すると、オリジナルアニメ「ONE PIECE FILM GOLD 〜episode 0〜711Ver.」を視聴したり、同アニメの衣装デザインや絵コンテなどが収録されたオリジナルBOOKやオリジナルグッズが手に入るキャンペーンを実施。
日本生命保険
2016年3月25日から6月25日の期間中、アンケートに答えた中から抽選で映画ペアチケットとオリジナルグッズをプレゼント。
スクラッチ
全国都道府県及び20指定都市で、1等賞金1000万円の「ワンピーススクラッチ」を発売。第1弾は2016年4月1日から12日に発売。第2弾は4月13日から26日に発売。第3弾は4月27日から5月10日に発売。以降も2・3週間おきに順次販売。
7月30日から9月25日の期間、ワンピーススクラッチを購入すると貰える応募券で限定アイテムが抽選であたるキャンペーンを開催。
くら寿司
2016年4月15日から21日の期間、店内のくじ「ビッくらポン」に本作のグッズが登場し金賞か銀賞があたるとオリジナルグッズをプレゼント。第2弾として5月13日から19日の期間、親子ペア映画鑑賞券などがあたるキャンペーンを実施。7月15日から21日の期間、オリジナル時計とルービックキューブがあたるキャンペーンを実施。またくら寿司限定のオリジナルストラップも発売。
コカ・コーラ
2016年4月18日から、全国のスーパーマーケット・ドラッグストアでコカコーラ社商品を購入するとオリジナルグッズをプレゼント。グッズは必ずもらえるものとバーコードを3枚集めて応募し抽選で当たるものの二通り。
6月6日からは「い・ろ・は・す」とのコラボキャンペーンが開始し、対象商品のバーコードを集めて応募すると映画公開記念ゴールドメダルバッジセットを抽選で4000人にプレゼント。
名古屋鉄道
2016年4月22日から7月23日の期間、名古屋鉄道9カ所に設置されたスタンプを全て集めるとオリジナルステッカーがプレゼントされる「名鉄×映画『ONE PIECE FILM GOLD』クイズスタンプラリー」を開催。
Tジョイ
2016年4月23日より全国のTジョイ系列劇場にて映画を鑑賞して応募すると抽選で豪華賞品が当たる「ワンピロト」など様々な施策が飛び出す「ゴールドトレジャーキャンペーン」を実施。
二◯加煎餅
2016年4月27日から8月31日までの期間限定で、東雲堂からルフィ仕様の「ルフィの二〇加煎餅」を販売。ランダムでウソップの二〇加煎餅も入っている。
トヨタホーム
2016年4月28日から7月31日の期間中、全国130カ所のトヨタホームの展示棟に来場した中から抽選で映画鑑賞券やオリジナルグッズをプレゼント。
イオン
2016年4月29日から5月8日の期間、全国のイオン・イオンモールで様々なグッズを入手できる『ONE PIECE FILM GOLD』×イオン ゴールドアドベンチャーキャンペーンを開催。
6月17日から8月中旬の期間、全国で開催の対象水着催事にて対象商品を購入すると、先着で限定ショッピングバッグをプレゼントするキャンペーンを開催。
7月15日から8月31日の期間、イオンモール内にある麦わらの一味のQRコードを読み取り、特設サイトのルーレットに挑戦し、集めたチップを応募するとオリジナルグラスペアなどが当たる「ルーレット・チャレンジ」を開催。
ラフォーレ原宿
2016年4月29日から5月22日の期間、映画公開記念として東京・ラフォーレ原宿館内の20店舗以上でルフィをはじめとする人気キャラとのコラボグッズを販売する商品企画「ONE PIECE COLLECTION IN LAFORET」を開催。
ばかうけ
2016年5月中旬から8月上旬まで、栗山米菓から本作とコラボした4種類のコラボ商品を期間限定発売。また対象商品についている応募券を送ると抽選で500人に「オリジナル保冷トートバック」をプレゼント。
グリコ
2016年5月30日から8月12日の期間、オリジナル壁紙がオープンする「GOLDなキズナ!!」Twitterキャンペーンを実施。キャンペーン専用アカウントをフォローし、対象ツイートをリツイートするかハッシュタグ（#GOLDなキズナ）をつけてツイートし、対象のツイートが1000を超えるごとに麦わらの一味のオリジナル壁紙がオープンする。さらに、ツイート数が10000を超えると期間中にツイートした人の中から抽選で5名に「純金製」額入りGOLDプレートをプレゼント。
6月20日からはオリジナルラバーストラップ付きの「ワンピース グリコ」など本作とのコラボパッケージの商品を発売。
白十字
2016年6月1日から8月31日の期間、対象商品のバーコードを集めて応募すると限定デザインのオリジナルグッズなどが890名に当たるキャンペーンを開催。また、Twitter応募企画としてキャンペーン専用アカウントをフォローし、指定の文章を含むツイートをすると限定お宝グッズが当たるプレゼント企画も実施。
学研CAIスクール
2016年6月1日から8月31日の期間、全国の学研CAIスクールで無料体験をした全員にオリジナルワンピース夏休み予定表をプレゼント。
愛知トヨタ
2016年6月3日から12日に愛知トヨタの新車ショウルームやU-car店舗で開催される半年に一度のグランドセール『スーパーウィーク』で、週末の6月4日・5日・11日・12日の4日間、来場アンケートに答えると抽選で映画鑑賞券やオリジナルグッズが当たる「愛知トヨタGOLD大抽選会」を開催。
バンダイナムコグループ
2016年6月9日から8月31日の期間にバンダイナムコグループ合同企画『ONE PIECE FILM GOLD』ゴールドラッシュキャンペーンを開催。Twitterキャンペーンとして6月9日から30日の期間中ナムコ公式アカウントをフォローしリツイートすると達成数に応じて様々な商品をプレゼント。プレゼント抽選キャンペーンとしてナムコポイントアプリで8回に分けてバンダイナムコグループのゲームやフィギュアなどが当たる抽選会やナムコのアミューズメント施設などで映画チケットの半券で参加できオリジナルグッズが5000人に当たる抽選会を開催。
また7月15日までバンダイ公式通販サイト「プレミアムバンダイ」で、抽選で50組100名に映画チケットがプレゼントされるキャンペーンを実施。
西日本鉄道
2016年6月23日から9月5日の期間、天神大牟田線の8駅（9カ所）に設置されたスタンプを全て集めると抽選で35名にオリジナルグッズがプレゼントされるスタンプラリーを開催。また、6月23日から9月28日まで本作のラッピング電車（3000形）が運行された。
Xfit（クロスフィット）
2016年6月27日より、貝印が販売する男性カミソリ「Xfit」のコラボパッケージを発売。オリジナルホルダースタンド6種類のうち1種が付いている。また、別のオリジナルホルダースタンドがセットとなった「Xfit」3個セットも数量限定で発売。キャンペーン用のオリジナルムービーも期間限定で公開される。
天草サブレ
2016年6月30日より、本作とタイアップしたサウザンド・サニー号のオリジナルポストカード入り「天草サブレ50周年記念パッケージ」を発売。
リポビタンD
2016年7月1日から8月31日の期間、大正製薬の対象商品についている応募シールを希望賞品の枚数分集めて応募専用はがきまたはWebで応募すると、抽選で合計70,000人に様々な景品が当たる「リポビタン 夏だ、ファイトだ！キャンペーン」を実施。また、対象商品を購入すると「オリジナルコースター」「オリジナルスタンプ」「オリジナル目覚まし時計」が数量限定でプレゼントされる「リポビタンD×ONE PIECE Dの一族キャンペーン」も実施。
Hulu
2016年7月1日から8月31日の期間、動画配信サイトHuluの会員限定で映画フィギュアなどが当たるキャンペーンを実施。
西鉄バス北九州
2016年7月7日から9月30日の期間、限定ポスターなどで装飾したギャラリーバスが「小倉〜黒崎・折尾線」にて運行される。また、7月23日から9月23日の期間に7月度もしくは8月度に有効な「得パス」を持っている中から抽選で映画ポスターや非売品パンフレットがプレゼントされるキャンペーンも実施。
あべのキューズモール
2016年7月9日から8月21日の期間、大阪市阿倍野区にあるあべのキューズモール、アポロビル、ルシアスビル、あべのアポロシネマの4つの施設で映画関連グッズや各施設のギフト券などが当たる「ABENOスタンプラリー」を開催。
チャルメラ
2016年7月11日より、本作とのコラボカップ麺を発売。味はオリジナルの「バーベキューしょうゆ」と「ペッパーシーフード」の2種類。
CoCo壱番屋
2016年7月11日から8月31日の期間、注文金額が1000円ごとにくじ付きステッカーがもらえ、当たるとその場で「ココイチオリジナル缶コースター」をプレゼント。さらに、1000円以上を対象としたレシート応募で、ココイチオリジナルグッズや食事券が抽選で当たるキャンペーンを実施。
日本郵便
2016年7月11日より郵便局ネットショップで、7月19日より全国の郵便局で本作公開を記念したフレーム切手セットが期間限定で発売。
イオンモールKYOTO
2016年7月15日から8月14日の期間、黄金ポスター展や施設内の映画館で本作を鑑賞するとオリジナルグッズが貰えるキャンペーンを開催。
J-WORLD TOKYO
2016年7月15日から9月11日の期間、週刊少年ジャンプのテーマパーク「J-WORLD TOKYO」で本作とのタイアップイベントが開催され、限定グッズも販売される。
リアル脱出ゲーム
2016年7月16日から9月25日にかけて東京ドームシティアトラクションズで、7月22日から9月25日に大阪ひらかたパークの2会場で、コラボ企画「黄金遊園地からの脱出 -10億ベリーを盗み出せ！」を開催。
ホクレンSS
2016年7月16日から9月30日の期間、北海道地区のガソリンスタンド「ホクレンSS」とのコラボ企画「ホクレンSS サマーフェア2016」を開催。期間中7月16日から8月31日の期間内に50リットル以上の給油をすると本作とコラボした北海道トレジャーマップ「北海道&ガイド」をプレゼント。また、9月1日から給油20リットルで一枚貰える専用ハガキで応募すると抽選でオリジナルグッズが当たる。
お台場夢大陸
2016年7月16日から8月31日の期間、フジテレビの大型イベント「お台場夢大陸2016」に本作とコラボしたエリア「ONE PIECE FILM GOLD FESTIVAL」が登場。8月9日には「ワンピース コスプレデー」を開催。
E-MA
2016年7月16日から8月17日の期間、梅田ブルク7がある大阪の「イーマ」で本作の特別展示や限定グッズが貰えるキャンペーンを開催。
JOYSOUND
2016年7月20日から8月31日の期間、JOYSOUNDがあるカラオケ店舗でスマートフォンアプリ「キョクナビ」を使い、「ONE PIECE」のアニメ映像を歌って応募すると出演声優のサイン入りポスターが抽選で当たるキャンペーンを開催。
キャナルシティ博多
2016年7月22日から8月15日の期間、福岡市にあるキャナルシティ博多の夏企画「キャナルスプラッシュ!」とのコラボイベント「ONE PIECE FILM GOLD キャナルスプラッシュ!」を開催。
JR西日本
2016年7月23日から9月4日の期間、岡山エリア、広島エリア、香川・愛媛エリアにて、駅・観光案内所・観光施設でスタンプを集めて応募すると抽選で豪華賞品が当たるスタンプラリー企画「JR西日本 せとうち GOLD RALLY 2016」を実施。7月23日から本作のラッピング電車（115系）が登場。
スイーツパラダイス
2016年7月23日から9月19日の期間、全国のスイーツパラダイス10店舗に本作とのコラボメニューが登場。
HMV
2016年7月23日から8月14日の期間、HMVオンラインまたは店舗で3000円以上購入して応募すると、抽選で非売品のスタッフ用Tシャツや映画ポスターなどが当たるキャンペーンを開催。

### 特集・広告
読売新聞
2016年7月1日に東京・大阪・福岡の一部エリアで発行された読売新聞に折り込まれた「別刷り広告特集」に、作者描き下ろしの麦わらの一味特大パノラマ広告が登場。広告は9種類のうちどれかひとつが入っている。
都営バス
2016年7月1日から8月31日の期間、主に豊洲・お台場周辺に本作のラッピングバスが登場。
アニメディア
2016年7月9日発売の「アニメディア2016年8月号」の表紙をルフィとサボが飾り、映画の見所や監督・脚本のインタビュー、『ハートオブゴールド』の特集などが収録。『ONE PIECE』がアニメ雑誌の表紙を飾るのはこれが初。
テレビブロス
2016年7月13日発売の「TV Bros.7月16日号」の表紙を麦わらの一味がジャック。表紙は販売エリアごとに5種類あり、5つの表紙を並べるとひとつなぎになる。またWebサイト・TOKYO NEWS マガジン＆ムックでは、5エリア分セットの販売も行なわれる。
西鉄高速バス
2016年7月16日から9月30日の期間、主に福岡〜小倉間に本作のラッピングバスが登場。
エンタミクス
2016年7月20日発売の「エンタミクス2016年9月号」の表紙をルフィ、さらに本作と同時期公開の映画『シン・ゴジラ』とのコラボビジュアルが飾る。
キネマ旬報
2016年7月21日発売の「キネマ旬報2016年夏の増刊号」で78ページの特集が組まれる。表紙はルフィとテゾーロの完全描き下ろしの特別ビジュアル。
Tarzan
2016年7月21日発売の健康情報誌「Tarzan30周年700号『目指せ！ 脱げるからだ』」の表紙をルフィ、ナミ、チョッパーの3人が飾り、本作とコラボした特集も収録。表紙ビジュアルは「Tarzan」創刊号表紙のオマージュとなっている。

### 関連番組
人生に大切なことはすべて『ONE PIECE』から教わった
2016年7月12日から15日深夜に四夜連続で放送される映画公開記念特別番組（関東ローカル）。各界の著名人が『ONE PIECE』に登場する数々の名言を、自身のエピソードを絡めて語る。出演者は香川真司、児嶋一哉（アンジャッシュ）、北原里英（NGT48）、井上裕介（NON STYLE）。
『ONE PIECE FILM GOLD』メイキング
映画公開日の2016年7月23日に放送される映画メイキング番組（一部地域のみ）。地上波初となる原作者・尾田栄一郎のロングインタビュー、映画製作の舞台裏、ゲスト声優のアフレコ密着などを放送。

## 関連書籍
- ONE PIECE FILM GOLD オフィシャルムービーガイド BACKSTAGE PASS（2016年7月23日発売、ISBN 978-4081022175）
- アニメ・コミックス ONE PIECE FILM GOLD（上）（2017年7月4日発売、ISBN 978-4088812533）
- アニメ・コミックス ONE PIECE FILM GOLD（下）（2017年7月4日発売、ISBN 978-4088812540）

## 関連作品

### ONE PIECE 〜ハートオブゴールド〜
『ONE PIECE 〜ハートオブゴールド〜』（ワンピース ハートオブゴールド）は、2016年7月16日に『土曜プレミアム』枠で放送された、テレビアニメ『ONE PIECE』のスペシャル番組。映画本編の前日譚となるストーリー。
監督は映画前作『Z』の監督を務めた長峯達也、脚本は映画本編と同じく黒岩勉が担当。麦わらの一味やオリジナルキャラクターは原作者・尾田栄一郎描き下ろしデザインとなっている。ゲスト声優として俳優の小栗旬らが出演。主題歌はアニメ初代ED「memories」と2代目ED「RUN! RUN! RUN!」を担当した大槻マキで、15年ぶりに『ONE PIECE』の主題歌を手掛ける。

#### ストーリー（ハートオブゴールド）
世界を買い取れるほどの価値があるとされる謎の秘宝「ピュアゴールド」。失われた伝説の島「アルケミ」の出身で、ピュアゴールドを手にする方法を知っているという少女ミスキナ・オルガは、CP-0と海軍に捕まり、マリージョアまで軍艦で護送されていた。そこへギルド・テゾーロに雇われた史上最凶のトレジャーハンター、マッド・トレジャーが現れ、軍艦を襲撃。戦闘に乗じて逃げ出したオルガは、麦わらの一味に出会い、ピュアゴールドの在り処まで案内することになる。ピュアゴールド探しに乗り出そうとしたルフィたちはオルガを尾行していたマッド・トレジャーの襲撃を受ける。その最中オルガが海に落としたピュアゴールドの指輪に反応し、巨大なチョウチンアンコウ「ボンボリ様」が海から出現。アルケミがボンボリ様の胃の中に存在すると知り、ルフィたちは体内に入る。
体内でトレジャー海賊団の海賊船「シャークエメラルダ号」の攻撃によってルフィはサニー号とはぐれてしまう。オルガに助けられたルフィは彼女が200年生き続けていることを知る。その時マッド・トレジャーが攻撃を仕掛け応戦するも、ナミたちを人質にとられマッド・トレジャーの「ジャラジャラの実」の能力で拘束されてしまう。そのまま恐竜に連れ去られ餌にされそうになったが、オルガの父親でかつてピュアゴールドを生み出した科学者ミスキナ・アシエに救われる。アシエと共に体内の奥にあるアルケミを目指すルフィは、マッド・トレジャーが差し向けたサイコ・Pを退けゾロ・サンジ・フランキーと合流する。
一方、ピュアゴールドがある研究所にたどり着いたオルガたちは数々の仕掛けをとき、最深部まで迫る。そこへルフィとアシエが駆けつけ、オルガは200年ぶりにアシエと再会。アシエはルフィたちを逃がし、研究所を倒壊させマッド・トレジャーを道連れにしようとするも失敗し、ピュアゴールドを明け渡してしまう。ルフィは仲間を犠牲にしても宝を手に入れようとするマッド・トレジャーに怒り、激しい攻防の末にマッド・トレジャーを撃破した。
ミスキナ親子と別れたルフィたちは、ナミが密かにマッド・トレジャーから盗んでいた招待状を頼りに次の目的地「グラン・テゾーロ」へ向け出港する。一方、マッド・トレジャーが敗れたことをタナカさんから報告されたテゾーロは次なる計画に動き出そうとしていた。

#### キャスト（ハートオブゴールド）
- モンキー・D・ルフィ - 田中真弓
- ロロノア・ゾロ - 中井和哉
- ナミ - 岡村明美
- ウソップ - 山口勝平
- サンジ - 平田広明
- トニートニー・チョッパー - 大谷育江
- ニコ・ロビン - 山口由里子
- フランキー - 矢尾一樹
- ブルック - チョー
- ロブ・ルッチ - 関智一
- タナカさん - 濱田岳
- ギルド・テゾーロ - 山路和弘

##### 登場人物（ハートオブゴールド）

###### トレジャー海賊団
宝が眠っているのなら、どんな危険な地にも繰り出す海賊団。海賊旗はトレジャーを模したドクロにシャベルとツルハシのような2本の骨が交差したマーク。船は鋼鉄と宝石で固められた「シャークエメラルダ号」。
マッド・トレジャー
声 - 小栗旬（特別出演）
ギルド・テゾーロに雇われた、史上最凶のトレジャーハンター。
赤いサンゴのような髪形で歯車のようなタトゥーをし、体に巻きついた鎖が特徴的な男。狙った獲物は決して逃さず、目的の財宝のためならあらゆる手を尽くす凶悪な性格。宝を手に入れた瞬間を至高の喜びとしており、金銭にはそれほど執着していない。捕らえた敵を奴隷のように扱い、危険な場所には人質を差し向け、自分は安全な場所に立ち様子を窺う。財宝入手の過程で仲間がどれほど犠牲になろうと全く気に留めず、それどころか使い捨てぐらいがちょうどいいと軽視しているが、ナオミやサイコ・Pなど側近の部下達からは信頼されている。笑い声は「ジャララララ」。
超人系悪魔の実「ジャラジャラの実」の能力者。体中から鎖を自在に出すことができる「鎖人間」。腕に何重も鎖を巻いて強化したり、体に鎖を巻いて防御するなど用途は様々。鎖を分銅鎖にしたり、相手に鎖の首輪をかけ好きなタイミングで締め上げるといった使い方もできる。
かつて自分の宝を盗もうとしたナミとカリーナを捕まえたことがあり、ナミに忌まわしい記憶を植えつけている。
テゾーロから「ピュアゴールド」探しを依頼され、その鍵を握る少女・オルガを狙う。オルガを護送する海軍の軍艦を襲撃し、CP-0と交戦。その隙に逃げ出したオルガを追い麦わらの一味にも襲撃し、その最中オルガが海に落としたピュアゴールドに反応し出現したボンボリ様の体内まで追いかける。ナミたちを人質に取りルフィを始末しようとしたが、オルガとの交渉で拘束したまま見逃す。ロビンの考古学、ブルックの音楽、ウソップの狙撃などを利用しピュアゴールドが保管されている最深部に後一歩まで迫るが、駆けつけたルフィに阻まれアシエに研究室を倒壊させられる。傷を負いながらもピュアゴールドを手にしたが、仲間を犠牲にする姿勢をルフィに否定され再び激突。一進一退の攻防を繰り広げたが、仲間を守りつつ夢を叶えるというルフィの強い信念に押され倒された。敗れてもなおピュアゴールドへの異常な執念を見せ、胃酸の中に落ちたピュアゴールドを手に沈んでいった。死亡したと思われたが、ED中のイラストで生存していたことが判明し、ボンボリ様の胃の中で生活している様子が描かれた。また、タナカさんからテゾーロのビブルカードが入ったグラン・テゾーロへの招待状を受け取っていたがナミに盗まれ、これがルフィたちがグラン・テゾーロへ向かうきっかけとなった。
映画本編にも登場し、ナミとカリーナを捕まえた一件が回想シーンで描かれた。

ナオミ・ドランク
声 - 水原希子（特別出演）
トレジャー海賊団幹部。
狩猟民族のような雰囲気を持つ宝石好きの女性で、体中に宝石を身につけている。大の酒好きで、常に酔っ払っているため怒らせるとやっかいな性格。普段は男勝りだが攻撃を受けるとしおらしくなる。他の手下からは「ナオミ姉さん」と呼ばれ恐れられている。
弓の名手である「アーチャークイーン」。酔えば酔うほど弓の命中率が高くなる。小型の「ダイナ岩」らしきものをつけた矢を投擲する。
アルケミの研究室前でゾロと交戦したが、矢を全て捌かれゾロの気迫に圧倒され気絶した。
サイコ・P
声 - 吉野裕行
トレジャー海賊団幹部。
北の海出身。つばに「PSY」と書かれたキャップをかぶり厚手のコートを着た色黒の男。常にラップ調に喋る。本人曰く「夢は見ない」主義。武器は刀。
超人系悪魔の実「イロイロの実」の能力者。特殊なスプレーで色づけし自身を含めたあらゆる物を周囲の景色と同化させる「カモフラージュ人間」。この能力で自身や船を周囲の景色と同化させた上での奇襲を得意とする。同化した状態では目視での見極めが出来ないため、見聞色の覇気が唯一の感知手段となる。
アルケミを目指すルフィに対し、自らの能力でカモフラージュさせたゾロやサンジの偽者を差し向けるも失敗。自分の姿を消せるという能力からサンジに目をつけられる。同化能力も同系統の能力を知り尽くしているサンジには通用せず、夢（女湯を覗く）について熱く語るサンジに圧倒され倒された。

###### アルケミ
ミスキナ・オルガ
声 - 浜辺美波（特別出演）
鋼鉄の島「アルケミ」出身の少女。
小柄で可愛らしい外見だが、ひん曲がった性格と野蛮な口調を併せ持つ。感情的に思ったことを口にしてしまう癖があり、悪巧みしてもその考えを聞かれてしまっている。語尾に「だわさ」とつく口調が特徴。200年前「ボンボリ様」に飲み込まれたアルケミの生き残りで、指輪にはめられたピュアゴールドの作用で200年生き続けており、見た目は200年前の6歳の姿と全く変わっていない。
偶然アルケミから脱出しすき放題していたが、ピュアゴールドを狙う天竜人の息がかかったCP-0と海軍に捕まり自分の素性がばれてしまう。かつて「ピュアゴールド」がアルケミで生み出されたことから、それを狙うマッド・トレジャーにも追われることになる。海軍とトレジャー海賊団の戦闘に乗じて逃げ出した先で麦わらの一味と遭遇し、食事をご馳走になりその礼としてピュアゴールドの在り処まで案内することになる。当初は200年一人で生きてきたため、他人を信用せず隙を見て一味を出し抜くことばかり考えていたが、一味の仲間を信頼する姿を見るうちに心を開くようになる。ピュアゴールドの研究室にあったアシエの日記で、アシエがピュアゴールドを生み出したきっかけが不治の病にかかった自分を延命させるためだったと知り、アシエと和解。一味との別れ際、チョッパーから200年の間に自分の病の特効薬ができていることを知らされ、嫌いな注射をチョッパーが強引に打ったことにより無事に完治した。エンディングではアシエと「伝説のアルケミ研究所」を開き、アシエが発明した痩せ薬で大儲けしてから、親子そろって祝いの席に付くという様子が描かれた。
ミスキナ・アシエ
声 - 渋川清彦（特別出演）
オルガの父親。謎の秘宝「ピュアゴールド」を生み出した人物。
見た目はボロボロだが、最高の頭脳を持つ科学者。オルガとは離ればなれになり、死んだと思われていたが、密かに生き延びていた。科学者である為か、ロボットに憧れている傾向があり、フランキー将軍を見た際は感動していた。
200年前、不治の病「サウスブルー皇帝熱」に侵されたオルガのために禁忌とされているピュアゴールドを生み出し、その一部を指輪に埋め込みオルガに託していた。しかし、オルガにピュアゴールドを作った理由は明かしておらず、妻の死でオルガに反発されてしまった。オルガ同様ボンボリ様に飲み込まれたが、恐竜そっくりの着ぐるみを身に着けて、恐竜の仲間の振りをして生き延びていた。しかし、200年食べる物が肉しか手に入らず、そればかり食べていたためかなり太った体型になってしまった。また、200年恐竜の振りをしてきたため、動物と会話ができるようになっていた。
トレジャーの鎖で身動きを封じられ恐竜のエサにされそうになったルフィを助け、オルガが生きていることを知りルフィに協力。研究室で200年ぶりにオルガと再会を果たした。200年の間にオルガの病の特効薬ができていたため、アシエの研究は報われた形になった。エンディングではオルガと「伝説のアルケミ研究所」を開き、自らに研究を試してダイエットに成功し、その成果である痩せ薬を売り出して大儲けした。
リビア
声 - 緒乃冬華
オルガの母親。200年前にピュアゴールドを狙う海賊に殺害された。彼女の死がオルガとアシエの関係に亀裂を生んでしまった。オルガにはよく、親の愛を込めた子守歌を歌っていた。この歌が、研究所の仕掛けを解く鍵の一つになっていた。

###### その他（ハートオブゴールド）
CP-0
声 - 鈴木勝美
ルッチの指示でアルケミを探しており、秘密を知るオルガをマリージョアに連れて行こうとするも、トレジャー海賊団の襲撃に巻き込まれて失敗した。
ユキムラ
声 - 増谷康紀
海軍本部少将。オルガをマリージョアまで護送する際にトレジャー海賊団の襲撃に遭い、サイコ・Pに倒された。
エリザベス
声 - 水田わさび
オルガが連れている水上トカゲ。

#### 用語（ハートオブゴールド）
アルケミ
200年前にこつ然と消えた鋼鉄の島。ミスキナ親子の出身地。
ピュアゴールドの光に反応した巨大なチョウチンアンコウ「ボンボリ様」が、島の大部分を食べてしまったことが、200年前に消えた真相。島はボンボリ様の胃の中でそのまま残っており、廃墟の奥にある研究室にピュアゴールドが保管されている。ただし、研究室には複数の仕掛けがあり、単独でたどり着くのは不可能な構成になっている。またアルケミには独特の古代文字が使われている。
ピュアゴールド
200年前にアシエが生み出した伝説の金属。世界を買い取れるほどの価値があるとされ多くの者が求めているが、手にした者には災いが起きるとされている。
ピュアゴールドの光にはあらゆる生物の成長を極端に遅らせる力があり、不治の病の進行を遅らせることもできる。天竜人も寿命を延ばすこの力に目をつけていた。災いとはピュアゴールドを手にした者がボンボリ様に襲われ全員いなくなってしまったことが由来である。
ボンボリ様
サニー号の数倍以上はある巨大なチョウチンアンコウ。ピュアゴールドが好物で200年前、アルケミを島ごと飲み込んでしまった。体内には無数の恐竜が住み着いており、胃酸の海が広がっている。胃は三つもあり一番奥の胃にアルケミがある。ボンボリ様に食べられたピュアゴールドは胃で溶け全て頭のちょうちんに集まり巨大なピュアゴールドになっている。このピュアゴールドの光の影響はボンボリ様の体内を通り抜けており胃の中でも明るい。
水上トカゲ
人が乗れるほどの大型のトカゲで、水の上を歩くことができる。睨めっこをして、笑わせることが出来れば友達になる習性を持つ。
サウスブルー皇帝熱
オルガがかかっている病気。200年前は不治の病だったが、現在ではすでに特効薬が出来ている。

#### スタッフ（ハートオブゴールド）
- 原作 - 尾田栄一郎
- 企画 - 狩野雄太（フジテレビ）、櫻田博之、小山弘起（東映アニメーション）[184]
- 脚本 - 黒岩勉
- 音楽 - 田中公平、浜口史郎、岩崎文紀
- 製作担当 - 及川泰史
- 編集 - 牧信公
- 録音 - 渡辺絵里奈
- 効果 - 今野康之
- 選曲 - 神保直史
- 撮影監督 - 石山智之
- CGディレクター - 能沢諭、黒田誠一
- 色彩設計 - 堀田哲平
- 色指定 - 森綾
- 美術監督 - 渡辺佳人、小川友佳子
- キャラクターデザイン・総作画監督 - 市川慶一
- 絵コンテ - 長峯達也、小川孝治、藤田健太郎、中村明博
- 作画監督 - 生田目康裕、小山知洋、山崎展義、菅原浩喜、菊地勝則、大野勉
- 原画 - 小泉昇、佐藤雅将、武田政次、志田直俊 他
- 動画検査 - 馬渡久史、ボング・ルスタニャス
- デジタル特殊効果 - 太田直、勝岡稔夫、下川信裕、河内正行
- 美術設定協力 - 吉池隆司
- 編集助手 - 向井咲子
- 録音助手 - 藤村聡
- 効果助手 - 中原陸太
- 演技事務 - 角康昭
- 記録 - 小川真美子
- 演出 - 山口暁生、鈴木裕介、田中智也
- 演出助手 - 朝倉舞彩、佐藤宏幸
- 製作進行 - 内藤哲也、八重樫逸郎、西本直哉
- 動画仕上進行 - 柳義明、黒田進
- 美術進行 - 澤田真央起
- 音楽協力 - 関根瑛一、金野沙矢香、小西岳夫
- 録音スタジオ - 東映デジタルセンター、スリーエススタジオ
- オンライン編集 - 東映デジタルラボ
- アシスタントプロデューサー - 出樋昌稔、橋爪駿輝
- 協力プロデュース - 梶本圭、日高峻（フジテレビ）[184]
- 広報 - 清田美智子、太田真紀子
- 監督・演出 - 長峯達也
- 制作協力 - 東映
- 制作 - 東映アニメーション、フジテレビ

#### 主題歌（ハートオブゴールド）
主題歌「Destiny」
作詞・作曲・歌 - 大槻マキ / 編曲 - 大槻隆

### 映画連動特別編
「シルバーマイン編」は、2016年6月26日からテレビシリーズで4週にわたり放送された、映画連動エピソード。第747話から第750話の全4話。2016年12月28日には全4話を収録したBD・DVD『ONE PIECE FILM GOLD 映画連動特別編 シルバーマイン』が発売された。

#### ストーリー（特別編）
ドレスローザを出港した麦わらの一味は、ルフィを慕うバルトロメオの海賊船「ゴーイングルフィセンパイ号」に乗り、次なる島「ゾウ」を目指していた。ある夜、ルフィとバルトロメオの二人は一瞬のすきを突かれ、センパイ号を急襲してきた女海賊・デザイアらが率いるバトルボート軍団に捕獲されてしまう。「グツグツの実」の溶鉱炉人間・ビル率いる武装集団「シルバー海賊連合」が根城にする島「シルバーマイン」に連行された二人は、仲間の元に戻るためシルバーマインからの脱出を図る。

#### オリジナルキャラクター（特別編）

##### シルバー海賊連合
巨大な銀の鉱山がそびえ立つ新世界の孤島「シルバーマイン」を根城にしている武装集団。リーダーであるビルの「グツグツの実」の能力で作った様々な武器を操る。海賊旗はS字の上にバンダナを巻いたドクロが描かれたマーク。
ビル
声 - 高橋広樹
シルバー海賊連合のリーダー。
赤いバンダナを巻き、青い革ジャケットを着た長髪の男。海賊王になるには信頼できる仲間が必要と主張し、部下一人一人の力はそれほど評価していないが、結集すれば四皇をもしのぐと鼓舞することで、デザイアをはじめ部下からはカリスマ扱いされている。しかし、成果を出せなかった部下は用済みとして地下坑道の強制労働送りにしたり、目的を果たすためなら部下の犠牲も厭わず逆にゴミと見下すなど、本性は冷酷非情。
超人系悪魔の実「グツグツの実」の能力者。体を溶鉱炉に変えることができる「溶鉱炉人間」。体内の溶鉱炉で鉱物を加工し、様々な武器などを作ることができる。能力の使用前には一定量の鉱物を摂取する必要があり、大量に摂取すれば溶かした鉱物を溶岩のように操ることもできる。
かつては夢を追う海賊だったが、新世界の怪物・テゾーロに金の力で屈服させられ、彼の配下となった。それ以来、新世界は夢なんて甘いものでは越えられないという考えを持つようになり、現在では自らの能力で作った武器と賞金首をテゾーロに献上している。この経験から夢を追う海賊を叶いもしない夢ばかり見るガキ同然と称し見下している。1年前新世界に入り、部下に他の賞金首を捕らえさせており（その数は100人以上）、負かした海賊を銀の彫像に変えている。デザイアの統率力に目をつけ彼女の部下を始末し、助けるふりをして一人生き残ったデザイアを丸め込み部下に引き入れた。
地下坑道に落ちたルフィやデザイアらを抹殺するため、アベロンやペセタを差し向ける。二人が敗れると、自ら出向きシルバーマイン諸共溶かそうとし、自身のやり方に激怒したルフィと戦うも、力及ばず地下坑道に叩き落とされる。タナカさんから負けたらどうなるか忠告され、鉱物を大量に摂取し身体を肥大化させて復活するもバルトロメオと共闘したルフィに倒され、能力の影響によるシルバーマインの崩壊に巻き込まれて海に沈んでいった。
デザイア
声 - 甲斐田ゆき
シルバー海賊連合の一員。元スイーツ海賊団総長。
背中に「甘党」と書かれた特攻服を身に纏う女海賊。一人称は「アタイ」。側近の部下からは「姐さん」と呼ばれている。前髪を大きく上に跳ね上げたヘアスタイルで、ルフィからは「女トサカ」と呼ばれる。仲間思いだがかなり短気な性格で、よく部下に抑えられている。感情が高ぶるとバルトロメオ同様訛り口調になる。大の甘党でよく板チョコを食べている。ビルの能力で加工された鉱石を動力源とする水陸両用のバトルボートを操り、東の海一のボート乗りと自称している。
バルトロメオとは同じ島出身の幼馴染で、かつてはバルトクラブのメンバーとも交流があった。バルトロメオとは共に頂点を目指す約束をしたが、バルトロメオがルフィを海賊王にするため海に出てしまったため裏切り者と蔑んでいる。スイーツ海賊団を率いていた航海中、仲間を全て失ったところをビルに救われ彼の部下になった。ビルの仲間を重視する考えに賛同し、他の部下同様ビルに心酔している。
「ゾウ」へ向かい航海中のルフィたちを襲撃し、ルフィとバルトロメオをシルバーマインに連れ去る。逃走した二人を追撃するも一緒に地下坑道に落ちてしまい、仲間であるアベロンから攻撃を受けたためやむなく二人と逃走を図る。地下坑道の労働者の存在を知り、最初はビルの行為を信じられずにいたが、アベロンから自身の始末を打ち明けられる。ケジメをつけるためビルと対峙するが、ビルから自分の海賊団が壊滅した真相を暴露され、怒りに震え涙する。ビルがルフィに敗れシルバーマインが崩壊した後、バルトロメオからバルトクラブに来ないかと誘われるも、自らの力で頂点を目指すことを新たな目標とし、仲間達と共に旅立って行った。
ペセタ
声 - 沼田祐介
シルバー海賊連合幹部。
ビルに心酔している長身の男。口癖は「最高」。背中に2門のバズーカを背負っており、砲弾にはトリモチが仕込まれている。
デザイア率いる部隊と共にルフィとバルトロメオを捕らえ、トリモチで両手を封じバルトロメオを強制労働させたが、監視を怠ったことで逃がしてしまった。アベロンが敗れると、ビルの命令で地下を崩してルフィ達を迎え撃ち、デザイアの部下を人質に取るが、ゾロに人質を解放され、自らゾロと対峙するも接着弾を全て斬られ、部下共々空の彼方に吹き飛ばされた。
アベロン
声 - 魚建
シルバー海賊連合の一員。
車掌のような服装と口調が特徴の男。地下坑道の警備を担当しており、侵入者や脱出を図る労働者を排除する。地下坑道の存在が秘匿であるため、シルバー海賊連合でもその存在を知る者は少なく、デザイアもアベロンを知らなかった。
超人系悪魔の実「コロコロの実」の能力者。体をトロッコに変えることができる「トロッコ人間」。トロッコには爆弾や大砲を仕込んでいる。
ビルの指令で地下坑道に落ちてきたルフィたちを襲撃し、ビルの鉱石で拘束されたルフィをドリルで串刺しにしようとしたが、体型を見誤った為逆にルフィを解放してしまう。劣勢になり逃走を図ろうとしたが、ルフィとバルトロメオの連携攻撃で倒された。

### ONE PIECE FILM GOLD 〜episode 0〜 711ver.
『ONE PIECE FILM GOLD 〜episode 0〜 711ver.』は、セブンイレブンキャンペーンで対象商品を購入すると、特設サイトで視聴することができるオリジナルアニメ。配信期間は2016年7月2日から31日まで。映画前日譚となる、麦わらの一味がグラン・テゾーロに到着する直前の短編エピソード。キャンペーン内でアニメの設定画や絵コンテが収録したオリジナルブック『ONE PIECE FILM GOLD 〜episode 0〜 711ver.』もプレゼントされた。BD・DVD初回限定版「GOLDEN LIMIED EDITION」に収録。